# Leszek Śmigielski
Leszek Śmigielski (ur. 17 maja 1927 w Tarnobrzegu, zm. 16 maja 1994 w Olsztynie) – aktor, reżyser.
W latach 1959–1961 był wykładowcą w Państwowej Wyższej Szkole Teatralnej im. Ludwika Solskiego w Krakowie. W latach 1960–1972 był dyrektorem Teatru Baj Pomorski w Toruniu. Jako dyrektor Baju Pomorskiego był orędownikiem wychodzenia poza tradycyjny model teatru lalkowego poprzez nowe propozycje repertuarowe oraz współczesne środki ekspresji teatralnej. Przekształcił toruńską scenę lalkową w centrum kulturalne Torunia oraz zacieśnił relacje między teatrem a literatami regionu. W latach 1972–1976 był dyrektorem Teatru Lalki i Aktora Arlekin w Katowicach.